# Woranat Thongkruea
Woranat Thongkruea (tiếng Thái: วรนาถ ทองเครือ, sinh ngày 28 tháng 3 năm 1993) là một cầu thủ bóng đá người Thái Lan thi đấu ở vị trí tiền vệ trung tâm cho câu lạc bộ Giải bóng đá Ngoại hạng Thái Lan Pattaya United.

## Sự nghiệp quốc tế
Woranat giành chức vô địch Giải vô địch bóng đá U-19 Đông Nam Á cùng với U-19 Thái Lan, và thi đấu ở Giải vô địch bóng đá U-19 châu Á 2012.

### Bàn thắng quốc tế

#### U-19
| #  | Ngày                | Địa điểm                                                                         | Đối thủ    | Tỉ số | Kết quả | Giải đấu                              |
| -- | ------------------- | -------------------------------------------------------------------------------- | ---------- | ----- | ------- | ------------------------------------- |
| 1. | 3 tháng 11 năm 2012 | Sân vận động Câu lạc bộ Fujairah, Fujairah, Các Tiểu vương quốc Ả Rập Thống nhất | Trung Quốc | 2-0   | 2-1     | Giải vô địch bóng đá U-19 châu Á 2012 |

## Danh hiệu

### Câu lạc bộ
Muangthong United
- Giải bóng đá Ngoại hạng Thái Lan
  -  Vô địch (1): 2010
- Cúp Hoàng gia Kor
  -  Vô địch (1): 2010

### Quốc tế
U-19 Thái Lan
- Giải vô địch bóng đá U-19 Đông Nam Á
  -  Vô địch (1): 2011